# Stirling (stacja kolejowa)
Stirling – stacja kolejowa w Stirling, w hrabstwie Stirling, w Szkocji. Znajdują się tu 4 perony. W 2007 z usług stacji skorzystało 1,919 mln pasażerów.

## Historia
Stirling po raz pierwszy został podłączony do Scottish Central Railway w 1848. Linie były obsługiwane przez Stirling and Dunfermline Railway i Forth and Clyde Junction Railway. Obecny budynek stacji został otwarty w 1916 i był odnawiany kilka razy, z niewielkimi zmianami układu, a ostatnio zainstalowano windy, aby umożliwić lepszy dostęp do kładki dla osób niepełnosprawnych. W 2008 budynek został również odnowiony w celu poprawy dostępu osób niepełnosprawnych, w tym elektrycznie sterowane drzwi, dostępne dla wózka inwalidzkiego, i poprawa systemów informacji pasażerskich.

## Usługi
Stacja obsługuje pociągi jadące na północ do Perth, Inverness i Aberdeen, południowy zachód do Glasgow, i na wschód do Edynburga. Połączenie do Alloa i Dunfermline zostało wstrzymane w 1968, lecz na wznowienie połączenia kolejowego Stirling-Alloa-Kincardine częściowo przywrócono jako połączenie godzinowe z Glasgow do Alloa jako przedłużenie Croy Line.
Większość pociągów są obsługiwane przez First ScotRail, chociaż istnieje jeden pociąg dziennie obsługiwanych przez National Express East Coast do London King’s Cross i jeden w kierunku przeciwnym do Inverness. Stacja posiada 5 peronów i 9 krawędzi peronowych, które są ponumerowane od 2-10.

## Galeria

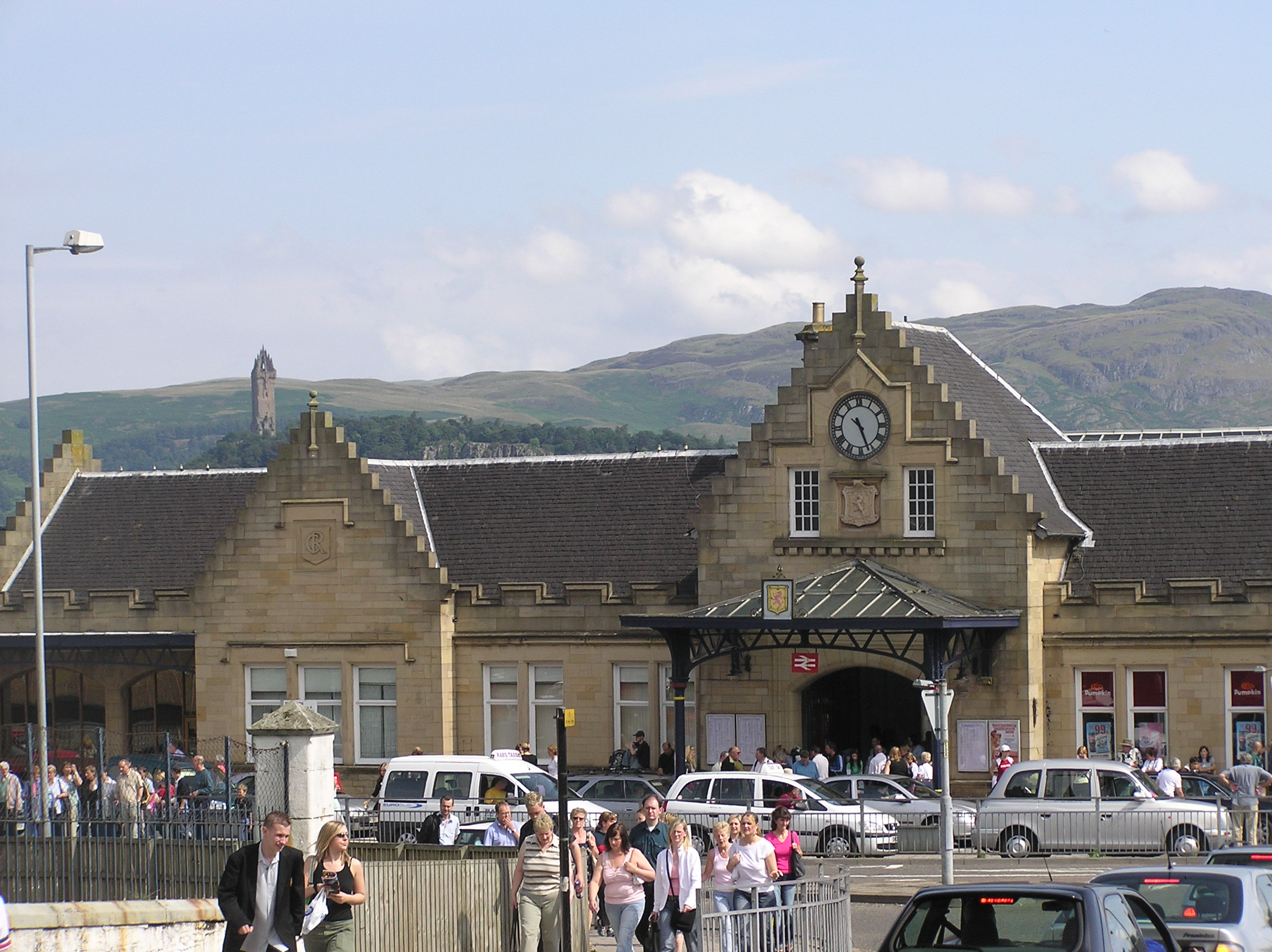
Budynek dworca
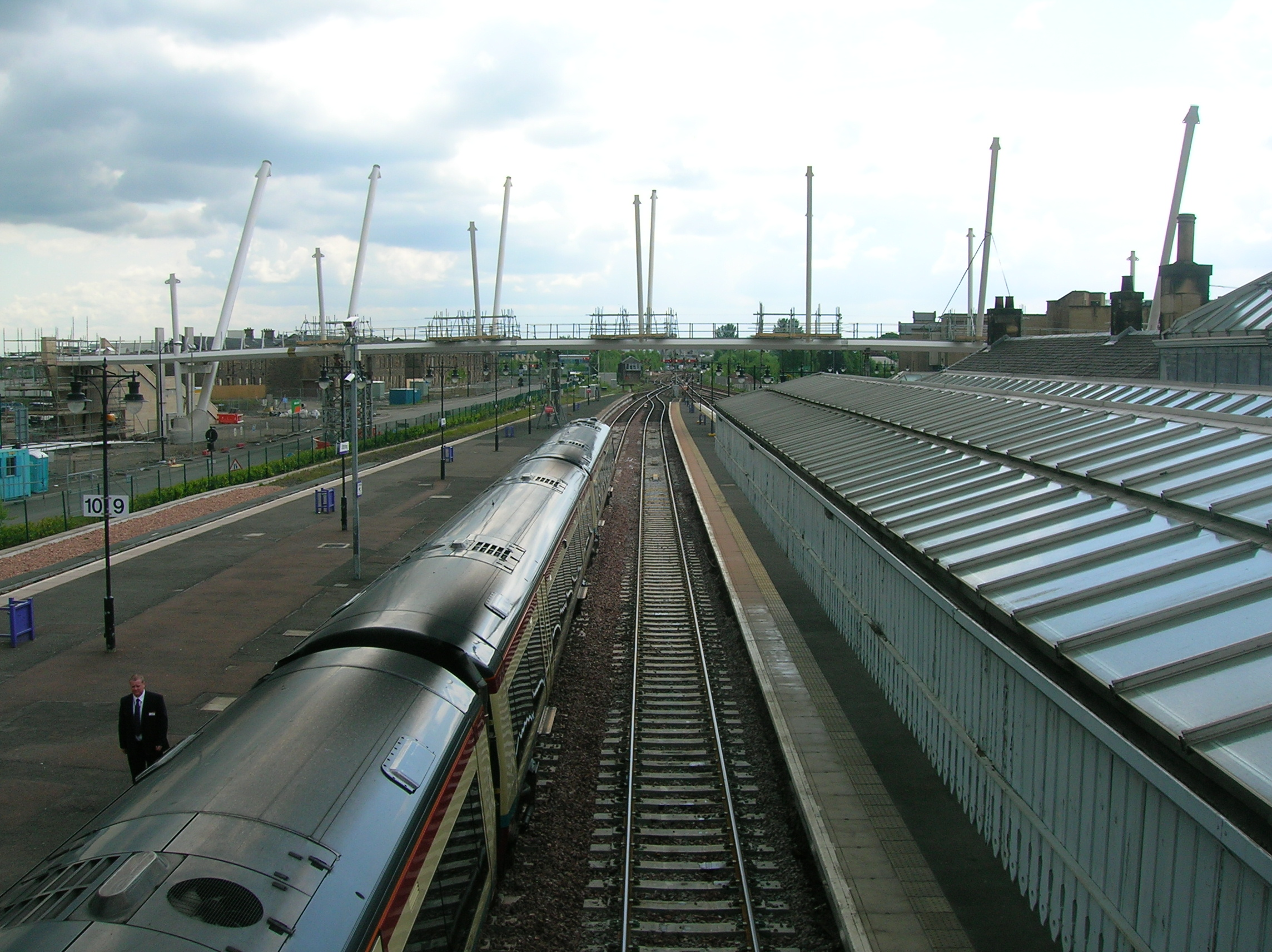
Widok na dworzec w kierunku stacji Larbert